# İsmail Beşikçi
İsmail Beşikçi (İskilip, Çorum, 1939) és un sociòleg i escriptor turc. És membre honorari del PEN Club Internacional. Ha estat empresonat durant 17 anys per propaganda a causa dels seus escrits sobre la població kurda de Turquia.

## Biografia
Beşikçi va estudiar a la Facultat de Ciències Polítiques de la Universitat d'Ankara, on es va graduar el 1962. Després del servei militar va esdevenir professor ajudant a la Universitat Atatürk a Erzurum. Va preparar el seu primer estudi antropològic, una investigació d'una de les últimes tribus nòmades kurds, els Alikan que va presentar el 1967 a la Facultat de Ciències Polítiques d'Ankara amb el títol Göçebe Alikan Aşireti (La tribu nòmada Alikan).
La seva segona trobada amb els kurds va ser durant el seu servei militar quan va servir a Bitlis i Hakkâri, on va veure per primera vegada la tribu nòmada Alikan passar a través de Bitlis en les seves migracions estivals.
En el seu llibre Doğuda Değişim ve Yapısal Sorunlar (Canvis i problemes estructurals a l'Est), publicat el 1969, va tractar d'adaptar i aplicar els conceptes marxistes a l'anàlisi de la societat kurda i per als processos de canvis socioeconòmics i polítics que s'hi produïen, cosa que el va convertir en un enemic públic. Tot i que el llibre no va causar gaire debat ni en els cercles intel·lectuals acadèmics ni en l'esquerra, la universitat va prendre mesures disciplinàries contra ell, cosa que provocaria el seu judici després del cop d'estat a Turquia de 1971. Juntament amb l'escriptor Musa Anter i altres intel·lectuals va ser detingut i jutjat per la propaganda comunista i turca, i va ser condemnat a 13 anys de presó per violar la indivisibilitat de la nació turca.
Tanmateix, a finals de 1974 es va beneficiar d'una amnistia i fou alliberat. Va sol·licitar inútilment una plaça a la Facultat de Ciències Polítiques de la Universitat d'Ankara, que el 1970 semblava disposada a contractar-lo. No va tornar a trobar feina acadèmica i des d'aleshores es va dedicar a fer recerca com a erudit independent, en circumstàncies econòmicament precàries.
Malgrat tots els intents de silenciar-lo va continuar escrivint i parlant i va esdevenir un símbol poderós i important per als kurds i per al moviment de drets humans de Turquia. Fou condemnat a més de 100 anys però fou alliberat de la presó el 1999. El 1987 fou candidat al Premi Nobel de la Pau. 32 dels 36 llibres que ha publicat han estat prohibits a Turquia. Ha estat descrit com el "pioner modern dels estudis kurds a Turquia". El 1992 va fundar l'Enstîtuya Kurdî Ya Stenbolê (Institut Kurd d'Istambul).
En 2010 fou perseguit un altre cop, aquesta vegada pel fiscal general d'Istambul sota l'acusació de “propaganda del PKK” a causa de l'article "Els drets dels pobles a la lliure autodeterminació i els kurds" que va escriure per a l'"Associació d'Advocats Contemporanis". En març de 2011 fou sentenciat a 15 mesos de presó.
Fou declarat Personatge de l'Any per Rudaw Mitjana Network, una important xarxa de mitjans kurda amb seu a Kurdistan del Sud per la seva contribució a la causa kurda, i inspirant d'altres a seguir-lo.
İsmail Beşikçi és autor de diverses obres importants sobre l'organització social kurda i la situació actual dels kurds. La seva obra més famosa és Devletlerarası Sömürge Kürdistan (Kurdistan, una colònia internacional, 1990). Besikci sosté que l'Estat turc ha estat practicant una política de genocidi contra els kurds en els últims 80 anys. Aquesta és probablement la crítica més oberta del Besikci a l'actual divisió del Kurdistan, una zona contigua ètnicament entre Turquia, Iran i Iraq, amb una població kurda de milions de persones. Besikci argumenta que, malgrat totes les seves diferències polítiques, hi ha una complicitat antiga entre aquests estats regionals per negar als kurds el dret a la lliure determinació i a la nacionalitat. El llibre va ser publicat originalment el 1991 i provocà l'empresonament de l'autor a Turquia. El llibre segueix sent un full de ruta per a la nostra comprensió del Kurdistan actual.

## Obres
- Doğu Mitinglerinin Analizi (Anàlisi de la situació a l'Est, 1967)
- Doğu Anadolu da Göçebe kürt Aşiretlerinde Toplumsal Değişime (Canvi social a les tribus nòmades kurdes a l'est d'Anatòlia, 1968)
- Doğuda Değişim ve Yapısal Sorunlar (Problemes i canvis en les estructures de l'Est, 1969)
- Doğu Anadolu nun Düzeni, Sosyo-Ekonomik ve Etnik Temeller (L'Organització a Anatòlia oriental, fonaments socioeconòmics i ètnics, 1969) dos volums.
- Bilim Yöntemi (Mètodes científics, 1977)
- Cumhuriyet Halk Fırkası'nın Programı (1931) ve Kürt Sorunu (El programa del Partit Republicà del Poble (1931) i la qüestió kurda)
- Devletlerarası Sömürge Kürdistan (Kurdistan, una colònia internacional, 1990)
- Bilim, Resmi Ideoloji, Devlet, Demokrasi ve Kürt Sorunu (Ciència, ideologia oficial, estat, democràcia i el problema dels kurds, 1990)
- Bir Aydın, Bir Örgüt ve Kürt Sorunu, 1990
- Tunceli Kanunu ve Dersîm Jenosidi (Das Tunceli-Gesetz und der Dersim-Genozid), 1990
- Savunmalar (Defenses, 1991)
- Hayali Kürdistanın Dirilişi (El somni de la resurrecció del Kurdistan
- Bilincin Yükselişi (El despertar de la consciència)